# جوناس مایزر
جوناس مایزر (انگلیسی: Jonas Meiser؛ زادهٔ ۳ ژانویهٔ ۱۹۹۹) بازیکن فوتبال اهل آلمان است.